# Longforgan
Longforgan ist eine schottische Ortschaft in der Council Area Perth and Kinross. Sie liegt im Südosten der traditionellen Grafschaft Perthshire rund neun Kilometer östlich des Zentrums von Dundee. Auf einer leichten Anhöhe gelegen, bietet Longforgan einen Blick über die Ebene Carse of Gowrie bis zur zwei Kilometer südöstlich befindlichen Nordküste des Firth of Tay.

## Geschichte
Longforgan war Apanage des nahegelegenen Castle Huntly und entwickelte sich in Zusammenhang mit der Burg. 1672 erhielt die Ortschaft die Rechte eines Burgh of Barony, wovon auch das Marktkreuz von Longforgan zeugt. Rosamunde Pilcher lebte lange Jahre in Longforgan und starb auch dort.
Zwischen 1831 und 1891 sank die Einwohnerzahl Longforgans von 451 auf 318. Lebten 1961 noch 506 Personen in der Ortschaft, so wurden im Rahmen der Zensuserhebung 2011 bereits 937 Einwohner gezählt.

## Verkehr
Longforgan liegt direkt an der von Edinburgh nach Fraserburgh führende A90. Im nahegelegenen Dundee sind außerdem die A85 (Oban–Dundee), die A92 (Dunfermline–Stonehaven) sowie die A923 (Dundee–Dunkeld) innerhalb weniger Kilometer erreichbar. Der regionale Flughafen Dundee liegt sechs Kilometer östlich.
1847 erhielt Longforgan einen südlich gelegenen Bahnhof entlang der Dundee and Perth Railway. Während die Strecke weiterhin in Betrieb ist, wurde der Bahnhof 1956 aufgelassen.